# 沃伊和日热
沃伊和日热（法語：Vœuil-et-Giget，法語發音：[vœj e ʒiʒɛ]）是法国夏朗德省的一个市镇，位于该省中部偏南，属于昂古莱姆区。

## 地理
沃伊和日热（45°35'10"N, 0°9'16"E）面积8.48 平方千米，位于法国新阿基坦大区夏朗德省，该省份为法国西部内陆省份，北起德塞夫勒省和维埃纳省，东临上维埃纳省，东南至多尔多涅省，南至多爾多涅省，西接滨海夏朗德省。
与沃伊和日热接壤的市镇（或旧市镇、城区）包括：拉库罗讷、博埃姆河畔穆捷、皮穆瓦延、托尔萨克。

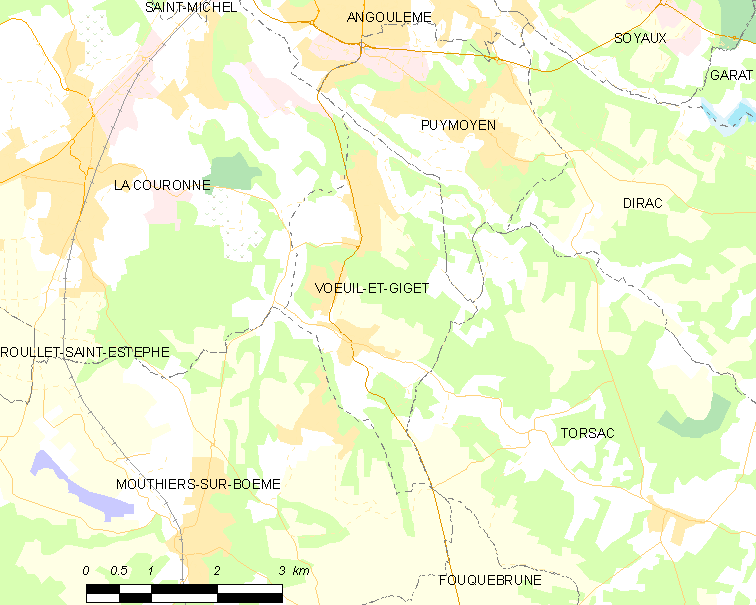
沃伊和日热的OSM定位图

沃伊和日热的时区为UTC+01:00、UTC+02:00（夏令时）。

## 行政
沃伊和日热的邮政编码为16400，INSEE市镇编码为16418。

## 政治
沃伊和日热所属的省级选区为博埃姆-埃谢勒县。

## 人口

1962-2008年间沃伊和日热人口变化图示

沃伊和日热于2022年1月1日时的人口数量为1594人。